# メディアアクセスユニット

トークンリングネットワークの例。（左）MAU 1台のみの場合、（右）複数のMAUをつなぐ場合

メディアアクセスユニット （ 英：Media Access Unit、MAU ）は マルチステーションアクセスユニット （英：Multistation Access Unit、 MAUまたはMSAU ）とも呼ばれ、複数のパーソナルコンピュータやワークステーションをトークンリングネットワーク（IEEE 802.5）に接続するためのポート（端子）を持つ装置である。また、日本語では集線装置（英：concentrator）とも呼ばれる。トークンリングは、論理的にはリング型トポロジーであるが、保守を容易にするために、集線装置を中心としてステーションを接続する物理スター型配置が事実上の標準である。MAUに接続されたステーションは、MAU内部のリレー回路を介してリングを形成する。
ベーシックなMAUは、使用開始後の操作や設定を必要とせず、電源も不要なパッシブ動作の装置である。後に、集線装置の機能に加えて、ソフトウェアとの組み合わせでネットワーク管理を行えるコントロールドアクセスユニット（CAU：Controlled Access Unit）も登場した。
トークンリングはIBMが中心となって策定された規格であり、関連製品の市場シェアにおいても大部分を占めていた。MAUについては、1992年頃の時点でIBMがおよそ66%のシェアを抑えていた。
パッシング方式を応用したトークンリングは、1997年頃にはIBMネットワーキング製品の主流であったが、その後スイッチド・ネットワークに置き換えられていった。

## MAUの特徴

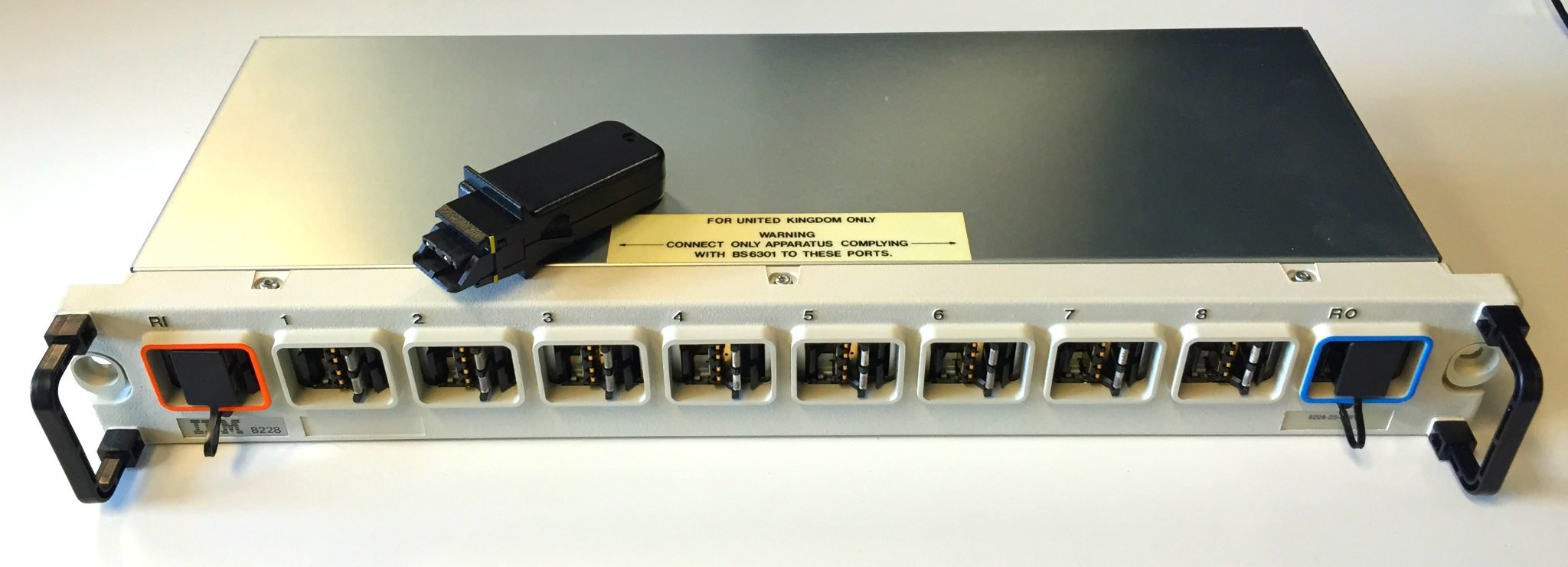
IBM 8228トークンリング集線装置と内部リレーの設定に使用する「Setup Aid」

### 電源不要のパッシブ動作
トークンリングのMAUにはポートごとのリレーが内蔵されており、ステーションから供給されるDC電源によって各リレーが作動し、ネットワークに接続する。ポートに接続されているステーションの電源がオフになったり、ポートから外されたりした場合には、リレーが閉じてトークンリングから切断される仕組みである。
たとえばIBM 8228のように、最も基本的なMAUでは、電源が不要なためコンセントのない場所にも設置でき、「Setup Aid」と呼ばれるスティック状のアクセサリ（9V乾電池を使用する）で所定の初期設定を行った後は特段の操作を必要としなかった。ただし、MAUを移動させたり、大きなショックを与えたりした場合は、内蔵リレーをリセットするために「Setup Aid」で再度初期設定を行う必要があった。

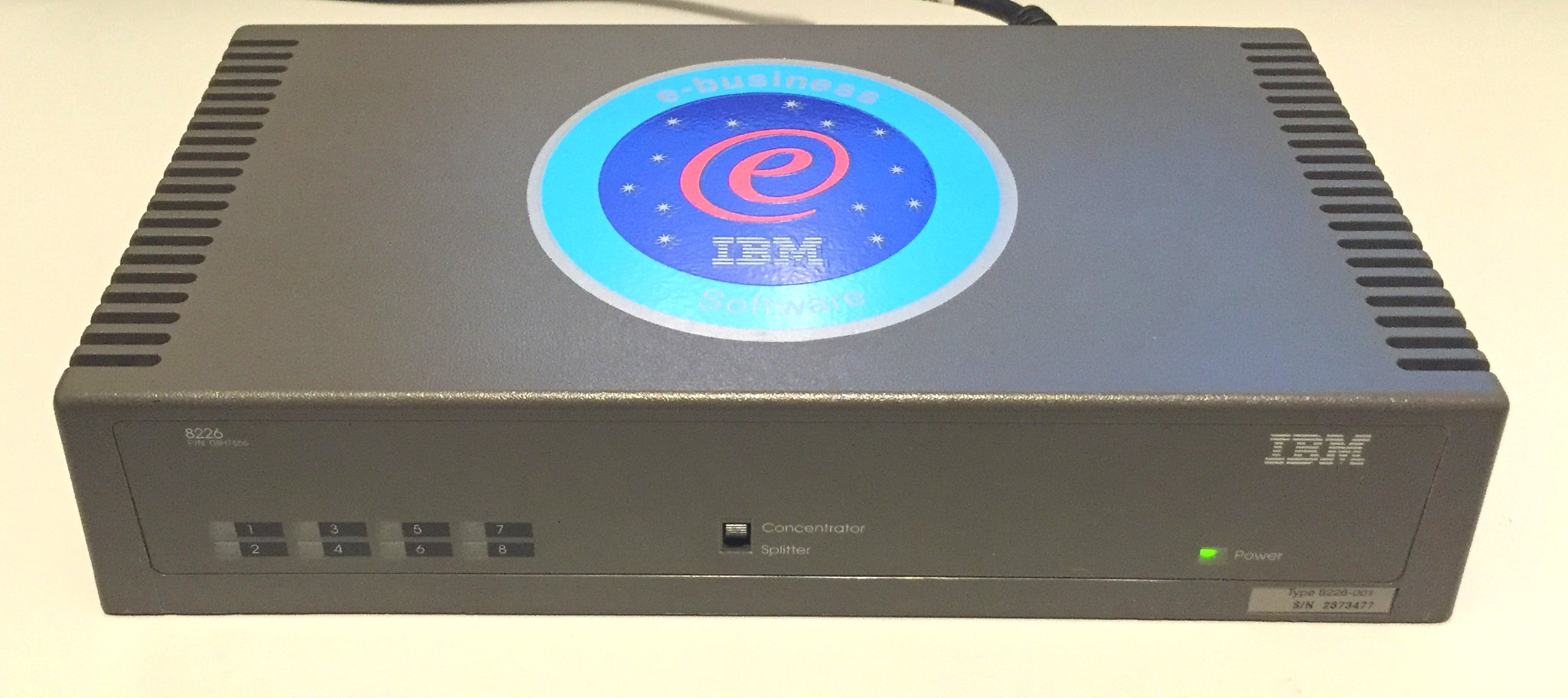
ステータスLEDを備えたIBM 8226トークンリング集線装置

IBM 8226はステータスLEDを備えたMAUでAC電源を必要とし、その代わりにこの電源を利用してリレーのリセットが可能となったので別途のアクセサリは不要となった。また、集線装置としてだけでなく、スプリッターとしても使える機種であった。
リレーをリセットする際の不便を解消するため、マッジネットワークスといったサードパーティベンダー製品にも、リレーのリセットボタンや自動リセット機能を内蔵したものが存在した。

### 拡張性と耐障害性

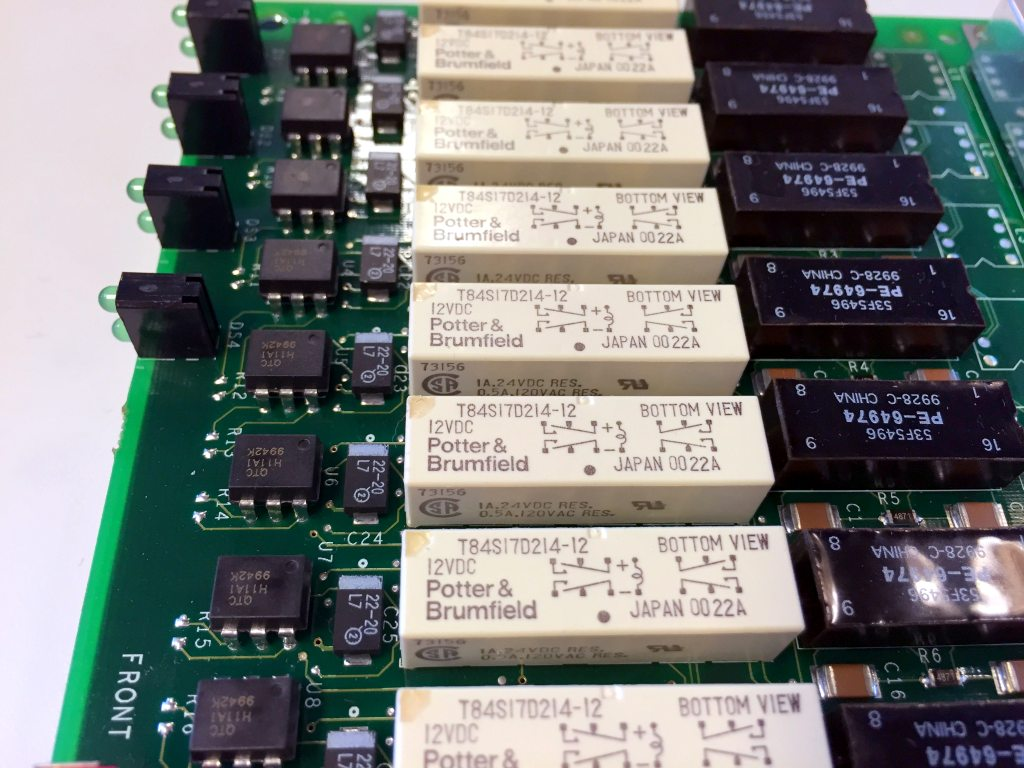
8226 MAUの回路基板のリレー

MAUは、拡張用に用意されているリングイン、リングアウト端子同士を接続してより大きなリングを構成できる。リング型ネットワークでは、いずれかのステーションに障害が発生するとリンクが途切れてネットワーク全体がダウンしてしまうが、MAUを使用すればリレーがすばやく問題のあるステーションをリングから切り離し、ネットワークを維持する。こうして遮断されたステーションは、ネットワーク全体を止めることなく、取り外すことができる。

### 帯域幅
トークンリングネットワークは、理論的にはリング全周数キロメートルにも及ぶ広範囲をサポートした。 ただし、全ステーションが帯域幅を共有するため、実際には狭いエリアを担当する個別のネットワークを構成し、これらをブリッジ接続して使った。こうしたブリッジ手法は、高帯域幅のスイッチド・ネットワークに取って代わられた。